# Дзюни-хитоэ
Дзюни-хитоэ (яп. 十二単衣 дзю:ни хитоэ, 12 кимоно без подкладки) — традиционный японский костюм аристократок. Получил наиболее широкое распространение в период Хэйан в X веке.

## Структура
Состоит главным образом из многих слоёв кимоно — хину, которые шились из китайского шёлка, их количество зависело от социального положения женщины. Верхнее кимоно имело широкие рукава — уваги. Каждый слой кимоно был длиннее предыдущего. Поверх кимоно надевали китайскую накидку из шёлка и парчи — карагину. Нижний слой — хитоэ — имел самые длинные рукава, которые видны из-под всех слоёв. Она, как правило, гораздо короче надетых под неё платьев. Сзади к талии подвязывалась украшенная вышивка складчатого шлейфа. Под костюм надевали красные широкие штаны хакама. Каждый слой хину, кроме нижнего хитоэ, был украшен рисунком и шился из двухслойной ткани. Часто цвета хину не совпадали с основной подкладкой. Самый яркий узор имел верхний слой. Он был связан с религиозными воззрениями китайцев, а остальные были более монотонными. Важную роль в расцветке играли также времена года.
 Часто вместо карагину носили кантори — более короткую накидку. Она была трёх цветов: чёрного, белого и красного, и носилась в холодную погоду. За пазухой часто хранили записи, а в руках держали веер, которым прикрывали рот.
Обычно китайскую накидку надевали во время праздников, в обычной жизни это были ко-утики — короткие шёлковые накидки с прорезями хосонага.
При паломничестве в храм одно из надетых кимоно набрасывалось на голову и поверх надевалась широкополая шляпа — итимэгаса.

## Использование
Как правило, женщины носили семь слоёв кимоно, но чем выше рангом была женщина, тем больше одежд она надевала. Такие костюмы были очень тяжёлыми и сильно сковывали движения женщины. Одеяние не могло содержать запрещённые цвета. Вместе с нарядом было модно отращивать длинные волосы и укладывать их в причёску осубэракаси. Идеальными считались тяжёлые чёрные как смоль волосы. Служанки знатных родов также обязывались носить дзюни-хитоэ.
Позже данный наряд из-за своего неудобства начал постепенно терять популярность среди аристократии и использоваться в исключительно важных мероприятиях. Сегодня надевать по традиции дзюни-хитоэ обязана лишь невеста императора во время свадьбы или при коронации. Также можно увидеть костюмы в местных музеях и театрах.

## Галерея
- Аристократки играют со снегом. Период Хэйан
- Рисунок женщин периода Хэйан
- Женщина, одетая в дзюни-хитоэ
- Костюм в музее
- Женщина в дзюни-хитоэ
- Женщина на мацури
- Коронация и свадьба Хирохито и Кодзюн, 1930 год.
- Штаны хакама, которые надевали под дзюни-хитоэ.